# Montenegrinische Männer-Handballnationalmannschaft
Die montenegrinische Männer-Handballnationalmannschaft repräsentiert den Handballverband Montenegros (RSCG) als Auswahlmannschaft auf internationaler Ebene bei Länderspielen im Handball gegen Mannschaften anderer nationaler Verbände.

## Geschichte
Vorgängermannschaften waren bis 1993 die jugoslawische Männer-Handballnationalmannschaft, bis 2003 die Nationalmannschaft der Bundesrepublik Jugoslawien und bis 2006 die serbisch-montenegrinische Männer-Handballnationalmannschaft.
Nachdem Montenegro sich im Juni 2006 von Serbien unabhängig erklärt hatte, wurde im August 2006 der Montenegrinische Handballverband gegründet. Am 7. August 2006 trat dieser der Europäischen Handballföderation (EHF) bei, seitdem existiert auch die montenegrinische Handballnationalmannschaft. Am 3. Januar 2007 bestritt sie ihr erstes offizielles Spiel gegen Finnland.
Der erste Nationaltrainer, Pero Milošević, führte das Team sofort zur Europameisterschaft 2008. In der Qualifikationsgruppe setzte man sich gegen die Teams aus Österreich, den Niederlanden und Finnland durch, in den Play-offs gewann das Team beide Spiele gegen Portugal. Nach der Qualifikation übernahm Ranko Popović das Traineramt. Im ersten Spiel des EM-Turniers in Norwegen erreichte die Mannschaft gegen Russland ein 25:25-Unentschieden. Trotz Niederlagen in den beiden anderen Vorrundenspielen reichte dies zum Erreichen der Hauptrunde. Dort schied man ohne weiteren Punktgewinn aus.
Erst mit der Weltmeisterschaft 2013 konnte Montenegro sich wieder für eine internationale Meisterschaft qualifizieren, diesmal unter dem Trainer Zoran Kastratović. In den Gruppenspielen der Qualifikation setzte sich das Team ungeschlagen gegen Lettland und Belgien durch, in den Play-offs schaltete es überraschend Schweden aus. Beim WM-Turnier in Spanien wurden alle Vorrundenspiele verloren.
Auch für die Europameisterschaft 2014 qualifizierte sich Montenegro, unter anderem mit zwei Siegen gegen die deutsche Mannschaft. Bei der Endrunde wurde die Mannschaft nach drei Niederlagen Letzter.

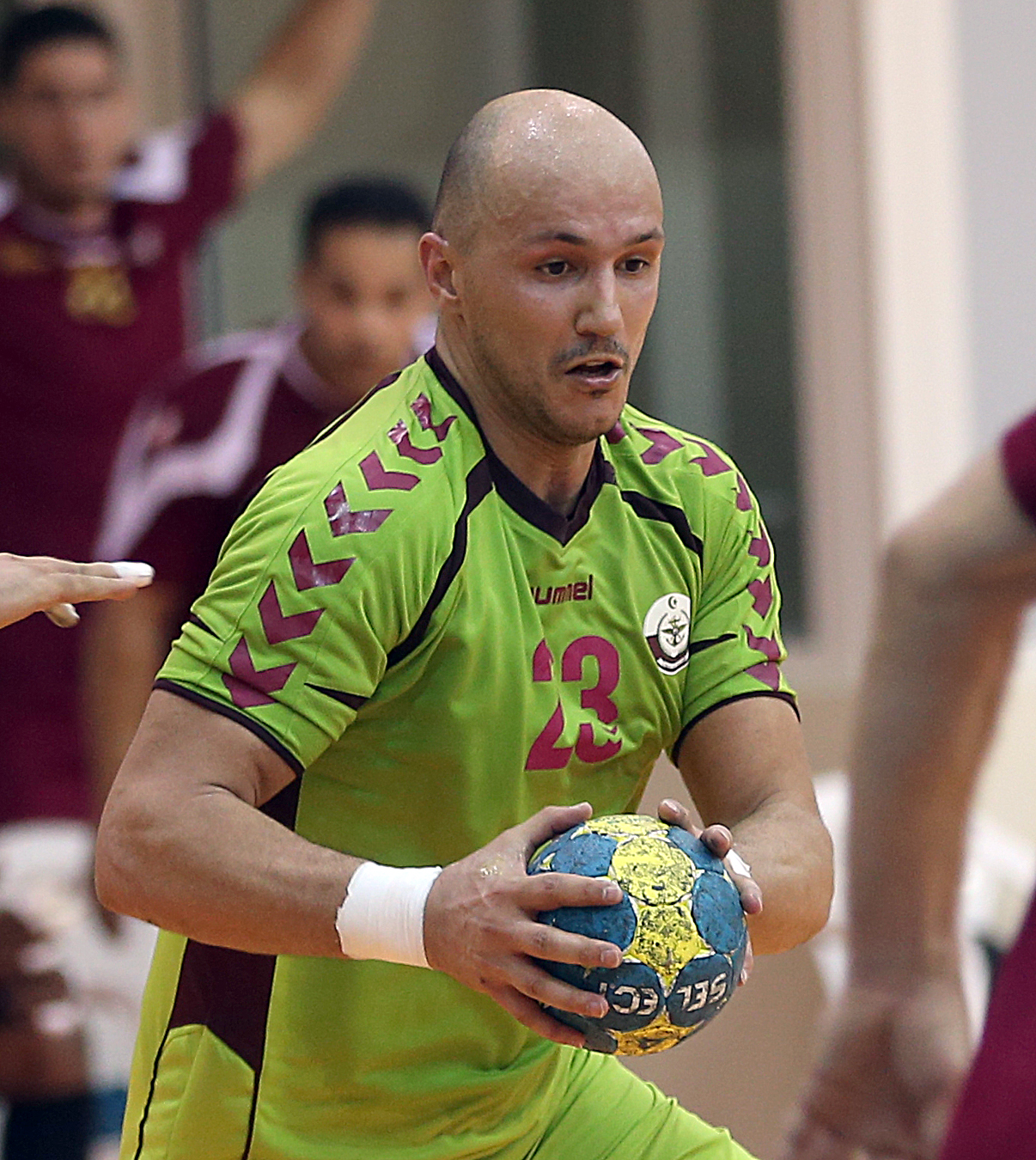
Der ehemalige Nationaltrainer Zoran Roganović hier noch als Spieler im Jahr 2013

Bei der Europameisterschaft 2022 setzte man sich in der Vorrunde nach einer Niederlage gegen Weltmeister Dänemark (21:30) gegen Nordmazedonien (28:24) und Slowenien (33:32) durch und erreichte die Hauptrunde. Dort gelang ein 32:26-Sieg über Kroatien (32:26). Nach drei weiteren Niederlagen erreichte Montenegro mit dem 11. Platz die bisher beste Platzierung bei großen Turnieren.

## Internationale Großereignisse

### Olympische Spiele
- Olympische Spiele 2008: nicht qualifiziert
- Olympische Spiele 2012: nicht qualifiziert
- Olympische Spiele 2016: nicht qualifiziert
- Olympische Spiele 2020: nicht qualifiziert
- Olympische Spiele 2024: nicht qualifiziert

### Weltmeisterschaften
- Weltmeisterschaft 2007: nicht qualifiziert
- Weltmeisterschaft 2009: nicht qualifiziert
- Weltmeisterschaft 2011: nicht qualifiziert
- Weltmeisterschaft 2013: 22. Platz (von 24 Mannschaften)

Kader: Rade Mijatović (7 Spiele/0 Tore), Nebojša Simić (2/0), Marko Rajković (2/0), Petar Kapisoda (3/1), Marko Pejović (2/2), Marko Lasica (5/2), Goran Lasica (4/3), Vladimir Osmajić (7/5), Marko Simović (6/6), Mirko Milašević (7/7), Igor Marković (7/22), Nemanja Grbović (7/7), Stevan Vujović (7/17), Mladen Rakčević (5/21), Zoran Roganović (6/27), Fahrudin Melić (7/29), Vasko Ševaljević (7/36), Draško Mrvaljević (ohne Einsatz). Trainer: Zoran Kastratović.
- Weltmeisterschaft 2015: nicht qualifiziert
- Weltmeisterschaft 2017: nicht qualifiziert
- Weltmeisterschaft 2019: nicht qualifiziert
- Weltmeisterschaft 2021: nicht qualifiziert
- Weltmeisterschaft 2023: 18. Platz (von 32 Mannschaften)

Kader: Nikola Matović (6 Spiele/0 Tore), Vasko Ševaljević (6/0), Nebojša Simić (6/2), Stevan Vujović (3/2), Miodrag Ćorsović (3/3), Vasilije Kaluđerović (6/4), Božidar Simić (3/4), Aleksandar Bakić (6/5), Mirko Radović (6/6), Vuk Lazović (6/8), Marko Lasica (6/9), Risto Vujacić (6/9), Radojica Čepić (6/10), Nemanja Grbović (3/10), Božo Anđelić (6/12), Miloš Božović (5/12), Branko Vujović (6/31), Miloš Vujović (6/34). Trainer: Zoran Roganović.
- Weltmeisterschaft 2025: nicht qualifiziert

### Europameisterschaften
- Europameisterschaft 2008: 12. Platz (von 16 Mannschaften)

Kader: Goran Stojanović (5 Spiele/0 Tore), Golub Doknić (3/0), Goran Đukanović (6/0), Rade Mijatović (4/0), Marko Pejović (6/3), Mirko Dobrković (6/4), Ratko Đurković (6/5), Mirko Milašević (6/5), Novica Rudović (3/6), Mladen Rakčević (3/9), Aleksandar Svitlica (6/10), Zoran Roganović (6/12), Žarko Marković (6/13), Petar Kapisoda (6/21), Draško Mrvaljević (6/28), Alen Muratović (6/33). Trainer: Ranko Popović.
- Europameisterschaft 2010: nicht qualifiziert
- Europameisterschaft 2012: nicht qualifiziert
- Europameisterschaft 2014: 16. Platz (von 16 Mannschaften)

Kader: Nebojša Simić (3 Spiele/0 Tore), Stevan Vujović (2/0), Bogdan Petričević (3/0), Vladan Lipovina (1/0), Rade Mijatović (3/1), Vuko Borozan (3/1), Miloš Vujović (3/1), Nemanja Grbović (3/1), Mirko Milašević (3/2), Mirko Radović (3/2), Ivan Perišić (3/2), Žarko Pejović (3/3), Marko Lasica (3/5), Mladen Rakčević (3/7), Igor Marković (3/11), Marko Simović (3/14), Vasko Ševaljević (3/16). Trainer: Zoran Kastratović.
- Europameisterschaft 2016: 16. Platz (von 16 Mannschaften)

Kader: Rade Mijatović (3 Spiele/0 Tore), Mile Mijušković (3/0), Radivoje Ristanović (3/0), Božidar Leković (1/0), Bogdan Petričević (3/1), Mirko Milašević (3/2), Fahrudin Melić (3/2), Božo Anđelić (3/2), Branko Kankaraš (3/2), Mirko Radović (3/3), Vladan Lipovina (3/8), Miloš Vujović (3/10), Vuko Borozan (2/11), Stefan Čavor (3/11), Nemanja Grbović (3/12), Vasko Ševaljević (3/12). Trainer:  Ljubomir Obradović.
- Europameisterschaft 2018: 16. Platz (von 16 Mannschaften)

Kader: Rade Mijatović (3 Spiele/0 Tore), Nebojša Simić (2/0), Žarko Pejović (2/0), Mile Mijušković (1/0), Vuk Lazović (2/0), Igor Radojević (3/0), Igor Marković (3/1), Mirko Radović (1/1), Nebojša Simović (3/1), Marko Lasica (3/2), Božo Anđelić (3/5), Miloš Vujović (3/6), Nemanja Grbović (3/6), Stevan Vujović (3/6), Stefan Čavor (3/6), Vasko Ševaljević (3/10), Miloš Božović (3/10), Vladan Lipovina (3/11). Trainer:  Dragan Đukić.
- Europameisterschaft 2020: 18. Platz (von 24 Mannschaften)

Kader: Mirko Radović (3 Spiele/0 Tore), Nebojša Simić (3/0), Mile Mijušković (3/0), Branko Kankaraš (3/0), Aleksandar Glendža (2/0), Vuk Lazović (3/1), Branko Vujović (2/2), Marko Lasica (3/4), Stefan Čavor (3/4), Božo Anđelić (3/4), Filip Vujović (3/4), Aleksandar Bakić (3/4), Miloš Božović (2/6), Stevan Vujović (3/7), Vasko Ševaljević (3/7), Vladan Lipovina (3/12), Nemanja Grbović (3/13). Trainer: Zoran Roganović.
- Europameisterschaft 2022: 11. Platz (von 24 Mannschaften)

Kader: Nebojša Simić (7 Spiele/0 Tore), Nikola Matović (7/0), Mile Mijušković (2/0), Božidar Simić (4/0), Risto Vujačić (6/1), Vuk Lazović (7/2), Nebojša Simović (6/2), Stevan Vujović (3/2), Filip Vujović (7/3), Vasilije Kaluđerović (5/3), Miloš Božović (3/4), Mirko Radović (2/6), Stefan Čavor (4/8), Marko Lasica (7/12), Vasko Ševaljević (7/12), Radojica Čepić (7/19), Božo Anđelić (6/20), Nemanja Grbović (7/22), Branko Vujović (7/38), Miloš Vujović (7/41). Trainer: Zoran Roganović.
- Europameisterschaft 2024: 14. Platz (von 24 Mannschaften)

## Weitere Turnierteilnahmen

### Karpatenpokal
Beim Karpatenpokal (seit 1959) in Rumänien erreichte die Auswahl folgende Platzierungen:
- Karpatenpokal 2007: 2. Platz (von 4 Mannschaften)

### Vierländerturnier in Tunesien
- Handball-Vierländerturnier in Tunesien 2021: 2. Platz (von 4 Mannschaften)

## Aktueller Kader
| Nr. | Spieler              | Geburtstag | Alter | Position        | Größe  | Gewicht | Verein                    | Lsp. | Tore |
| --- | -------------------- | ---------- | ----- | --------------- | ------ | ------- | ------------------------- | ---- | ---- |
| 32  | Bozo Andjelić        | 16.03.1992 | 31    | Rückraum Mitte  | 1,86 m | 90 kg   | Pler Budapest             | 23   | 41   |
| 4   | Aleksandar Bakić     | 03.09.2000 | 23    | Linksaußen      | 1,94 m | 87 kg   | RK Nexe Našice            | 9    | 11   |
| 37  | Milorad Bakić        | 09.02.2005 | 18    | Rückraum links  | 2,01 m | 195 kg  | RK Lovćen Cetinje         | 0    | 0    |
| 14  | Luka Barjaktarović   | 23.09.2002 | 21    | Rückraum Mitte  | 1,97 m | 99 kg   | RK Partizan Belgrad       | 0    | 0    |
| 35  | Vuko Borozan         | 09.04.1994 | 29    | Rückraum links  | 2,02 m | 105 kg  | RK Lovćen Cetinje         | 15   | 34   |
| 28  | Filip Borozan        | 26.07.2000 | 23    | Torhüter        | 1,95 m | 90 kg   | RK Lovćen Cetinje         | 0    | 0    |
| 24  | Miloš Bozović        | 10.12.1994 | 29    | Rückraum links  | 1,99 m | 96 kg   | US Ivry HB                | 31   | 41   |
| 7   | Stefan Cavor         | 03.11.1994 | 29    | Rückraum rechts | 1,97 m | 99 kg   | HSG Wetzlar               | 39   | 56   |
| 9   | Radojica Čepić       | 29.07.2002 | 21    | Rückraum Mitte  | 1,94 m | 89 kg   | HC Kriens-Luzern          | 11   | 23   |
| 10  | Miodrag Corsović     | 22.02.2000 | 23    | Kreisläufer     | 1,98 m | 97 kg   | RK Trimo Trebnje          | 6    | 4    |
| 5   | Arsenije Dragasević  | 18.07.2002 | 21    | Rückraum links  | 2,02 m | 94 kg   | HC Pfadi Dietlikon        | 2    | 0    |
| 21  | Darko Durković       | 02.01.2004 | 20    | Linksaußen      | 1,79 m | 78 kg   | MRK Budućnost Podgorica   | 0    | 0    |
| 90  | Nemanja Grbović      | 26.04.1990 | 33    | Kreisläufer     | 1,83 m | 97 kg   | CSA Steaua Bukarest       | 56   | 97   |
| 17  | Vasilije Kaluđerović | 03.10.1998 | 25    | Rückraum links  | 1,91 m | 91 kg   | al Qadsia Kuwait          | 13   | 23   |
| 36  | Vladan Kastratović   | 16.12.1997 | 26    | Rückraum Mitte  | 1,86 m | 85 kg   | Gjorche Petrov-ZRK Skopje | 0    | 0    |
| 30  | Filip Krivokapić     | 11.02.1996 | 27    | Rückraum Mitte  | 1,79 m | 83 kg   | RK Lovćen Cetinje         | 0    | 0    |
| 8   | Vuk Lazović          | 10.03.1988 | 35    | Kreisläufer     | 2,00 m | 196 kg  | Brest GK Meschkow         | 21   | 34   |
| 1   | Nikola Matović       | 08.05.1998 | 25    | Torhüter        | 1,91 m | 99 kg   | Amo HK                    | 15   | 0    |
| 33  | Rados Premović       | 06.09.2004 | 19    | Rückraum links  | 1,95 m | 92 kg   | RK Celje Pivovarna Laško  | 0    | 0    |
| 13  | Mirko Radović        | 15.06.1990 | 33    | Rechtsaußen     | 1,86 m | 92 kg   | RK Lovćen Cetinje         | 43   | 76   |
| 27  | Luka Radović         | 29.12.1997 | 26    | Rechtsaußen     | 1,80 m | 77 kg   | Saran Loiret Handball     | 7    | 12   |
| 34  | Mihailo Scekić       | 15.05.2003 | 20    | Kreisläufer     | 1,98 m | 101 kg  | RK Lovćen Cetinje         | 0    | 0    |
| 16  | Nebojša Simić        | 19.01.1993 | 30    | Torhüter        | 1,92 m | 105 kg  | MT Melsungen              | 36   | 2    |
| 23  | Bozidar Simić        | 14.06.1997 | 26    | Rückraum Mitte  | 1,89 m | 91 kg   | Kur Mingechevir           | 5    | 7    |
| 18  | Nebojša Simović      | 15.11.1993 | 30    | Kreisläufer     | 1,99 m | 98 kg   | HSG Nordhorn-Lingen       | 11   | 4    |
| 22  | Vladimir Stanković   | 17.04.1993 | 30    | Rückraum Mitte  | 1,89 m | 92 kg   | RK Leotar Trebinje        | 0    | 0    |
| 12  | Haris Suljević       | 26.02.2001 | 22    | Torhüter        | 1,94 m | 91 kg   | HRK Izviđač               | 0    | 0    |
| 26  | Risto Vujačić        | 04.12.1993 | 30    | Rückraum rechts | 1,90 m | 96 kg   | A.S. Ramat Hasharon       | 12   | 9    |
| 20  | Stevan Vujović       | 07.04.1990 | 33    | Rückraum Mitte  | 1,90 m | 92 kg   | CS Minaur Baia Mare       | 42   | 59   |
| 6   | Miloš Vujović        | 05.09.1993 | 30    | Linksaußen      | 1,81 m | 74 kg   | VfL Gummersbach           | 48   | 96   |
| 2   | Filip Vujović        | 07.04.1996 | 27    | Linksaußen      | 1,89 m | 88 kg   | BM Benidorm               | 7    | 11   |
| 11  | Branko Vujović       | 20.04.1998 | 25    | Rückraum rechts | 1,96 m | 93 kg   | TSV Hannover-Burgdorf     | 15   | 37   |
| 29  | Luka Vujović         | 11.04.2000 | 23    | Kreisläufer     | 1,92 m | 91 kg   | RK Lovćen Cetinje         | 4    | 3    |
| 31  | Vojislav Vukić       | 05.03.2003 | 20    | Rechtsaußen     | 1,80 m | 84 kg   | MRK Krka                  | 0    | 0    |
| 19  | Luka Vukičević       | 02.04.2002 | 21    | Rückraum rechts | 1,89 m | 91 kg   | SKKP Handball Brno        | 0    | 0    |

## Bisherige Trainer
| Zeitraum        | Nation                  | Trainer            |
| --------------- | ----------------------- | ------------------ |
| 10/2006–06/2007 | Montenegro              | Pero Milošević     |
| 08/2007–11/2009 | Montenegro              | Ranko Popović      |
| 11/2009–04/2010 | Bosnien und Herzegowina | Kasim Kamenica     |
| 04/2010–03/2011 | Montenegro              | Miodrag Popović    |
| 05/2011–02/2014 | Montenegro              | Zoran Kastratović  |
| 03/2014–11/2016 | Serbien                 | Ljubomir Obradović |
| 11/2016–07/2018 | Serbien                 | Dragan Đukić       |
| 08/2018–1/2023  | Montenegro              | Zoran Roganović    |
| 02/2023–5/2024  | Kroatien                | Vlado Šola         |
| 10/2024–        | Frankreich              | Didier Dinart      |